# Jesús Antonio Castro González
Jesús Antonio Castro González (* 23. Januar 1951 in Oviedo; † 26. Juli 1993 in Pechón) war ein spanischer Fußballspieler.

## Karriere

### Vereine
Castro spielte ausschließlich in Gijón als Torhüter – für Real Gijón bzw. für Sporting Gijón nach der Umbenennung 1976. Von 1967 bis 1970 und in der Saison 1976/77 bestritt er 102 Punktspiele in der Segunda División, der zweithöchsten Spielklasse im spanischen Fußball, seine Premierensaison im Seniorenbereich noch in der Gruppe Nord. Er debütierte am 14. April 1968 (28. Spieltag) bei der 2:4-Niederlage im Auswärtsspiel gegen Celta Vigo.
In der Primera División bestritt er 315 Punktspiele, wobei er in der höchsten Spielklasse am 13. September 1970 (1. Spieltag) erneut bei Celta Vigo – diesmal nur – mit 0:2 unterlegen war. In seinen insgesamt 417 Punktspielen wurde er ein einziges Mal eingewechselt, so geschehen am 13. April 1969 (30. Spieltag) beim 2:0-Sieg im Heimspiel gegen den Ontinyent CF in der 85. Minute für Carlos Manuel García Cuervo, und ausgewechselt; so geschehen am 4. Mai 1969 (33. Spieltag) bei der 1:2-Niederlage im Auswärtsspiel gegen Real Oviedo in der 89. Minute für Juan José Rodríguez Álvare, genannt Juanín. Während seiner Vereinszugehörigkeit erreichte er mit seiner Mannschaft mit Platz 2 – vier Punkte hinter Meister Real Madrid – das beste Ergebnis; zuvor Fünfter, danach Dritter, nahm er in drei aufeinander folgenden Jahren am Wettbewerb um den UEFA-Pokal teil. Seine ersten vier Spiele bestritt er in Hin- und Rückspiel ausgetragen, gegen den FC Turin in der 1. und gegen den FK Roter Stern Belgrad in der 2. Runde. In den beiden Jahren danach scheiterte er mit seiner Mannschaft jeweils in der 1. Runde an die PSV Eindhoven und Bohemians ČKD Prag. Im nationalen Pokalwettbewerb hütete er insgesamt 46 Mal das Tor.

### Nationalmannschaft
Mit der Amateurnationalmannschaft Spaniens nahm er am Wettbewerb um den UEFA Amateur Cup teil. In der zweiten Auflage 1969/70 ging er mit seiner Mannschaft als Sieger aus der Gruppe 2 hervor und gelangte in der Endrunde mit dem 6:0-Sieg über die Amateurnationalmannschaft Italiens ins Finale. Da die Finalbegegnung am 3. Juli 1970 in Forte dei Marmi gegen die Amateurnationalmannschaft der Niederlande mit 1:1 n. V. keinen Sieger fand, wurde das Spiel einen Tag später an selber Stätte wiederholt. In diesem setzte er sich mit seiner Mannschaft mit 2:1 durch.
Castro gehörte 1971/72 der Olympiaauswahl an, für die er alle sechs Spiele der Qualifikationsgruppe 2 bestritt; zweimal gegen die Auswahl der Türkei in der 1. und je zweimal gegen die Auswahl Polens und Bulgariens in der 2. Runde; als Gruppenletzter wurde die Teilnahme am olympischen Turnier 1972 in München verpasst.

## Erfolge
- Europameister der Amateure 1970
- Meister Segunda División 1970, 1977 verbunden mit den jeweiligen Aufstiegen in die Primera División.

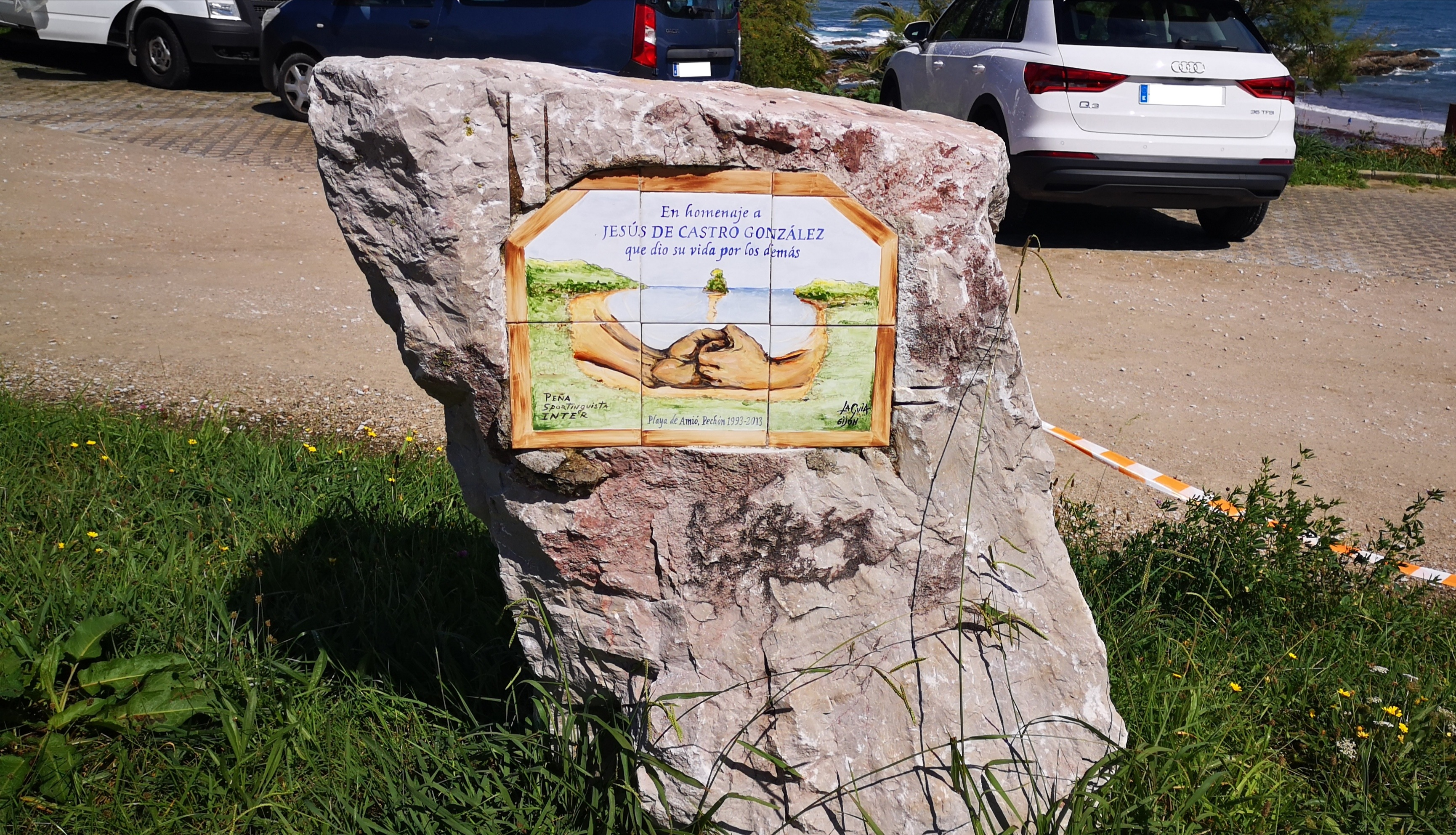
Monolith als Hommage an Castro am Strand von Amió, wo er 1993 sein Leben verlor.

## Sonstiges
Der Bruder von Quini (bürgerlich Enrique Castro González) starb am 26. Juli 1993 im Alter von nur 42 Jahren beim Versuch zwei Kinder am Strand von Amió in Pechón, einem Ortsteil der Gemeinde Val de San Vicente, vor dem Ertrinken zu retten.